# Academia de Științe a Moldovei
Academia de Științe a Moldovei (AȘM), înființată în 1946, este principala organizație științifică din Republica Moldova, care coordonează cercetarea în toate segmentele științei și tehnologiei.
AȘM este organul coordonator al limbii române în Republica Moldova. De asemenea ASM exclude formularea „limbă moldovenească”, în favoarea aceleia de „limbă română”.
În anul 2006, Academia de Științe a Moldovei a obținut dreptul de a crea propriile instituții de învățământ pentru pregătirea cadrelor științifice. Modificarea în acest sens a Legii învățământului a fost solicitată de AȘM și prevede posibilitatea de creare de către Academie a unui liceu și a unei universități, unde își vor putea face studiile 200 de copii dotați și, respectiv, 500 de tineri, selectați pe bază de concurs.
Conform „Legii cu privire la parcurile științifico-tehnologice și incubatoarele de inovare” Consiliul Suprem pentru Știință și Dezvoltare Tehnologică al Academiei de Științe a Moldovei a creat următoarele Parcuri Științifico-Tehnologice:
- Parcul Științifico-Tehnologic „Inagro”;
- Parcul Științifico-Tehnologic „Academica”;
- Parcul Științifico-Tehnologic în domeniul nanotehnologiilor și microelectronicii „Micronanoteh”.

## Structura

### Prezidiul AȘM
Organul executiv al Academiei de Științe este Prezidiul, care organizează și coordonează activitatea Academiei de Științe în conformitate cu Codul cu privire la știință și inovare a Republicii Moldova, Statutul și regulamentul Prezidiului.
- Ion Tighineanu – Președinte
- Eva Gudumac - Vicepreședinte
- Svetlana Cojocaru - Vicepreședinte
- Ion Hadârcă - Vicepreședinte
- Liliana Condraticova – Secretar științific general

### Secții de științe
În corespundere cu domeniile științifice, Academia de Științe întrunește următoarele secții de științe: 
- Secția Științe ale Vieții
- Secția Științe Exacte și Inginerești
- Secția Științe Sociale, Economice, Umanistice și Arte
- Secția Nord (filiala Bălți)

### Aparat administrativ
Structura aparatului administrativ al Prezidiului include centre, secții, servicii și este aprobată de către Prezidiu. Aparatul administrativ al Prezidiului este condus de șeful aparatului. Anual, se aprobă Planul de activitate al Prezidiului AȘM.
Secțiile aparatului administrativ:
- Secția management academic și relații externe
- Secția finanțe, buget și analiză economică
- Secția juridică și resurse umane
- Secția logistică

## Istorie
Constituirea sectorului academic al științei din RSS Moldovenească a fost inițiată imediat după al Doilea Război Mondial. Nucleul instituțional a fost format la 12 iunie 1946, prin înființarea Bazei Moldovenești de Cercetări Științifice, reorganizată, în 1949, în Filiala Moldovenească a Academiei de Științe a URSS.
La 7 septembrie 1949, în conformitate cu decizia Sovietului de Miniștri al URSS „Cu privire la ameliorarea asigurării materiale a lucrătorilor filialelor și ai bazelor de cercetări științifice ale AȘ a URSS”,a fost modificat Statutul Bazei, fiind reorganizată în Filiala Moldovenească a AȘ a URSS. Deja la 13 decembrie 1949, Biroul CC al PC(b) din Moldova, prin Hotărârea „Cu privire la crearea Filialei Moldovenești a AȘa URSS”, a aprobat proiectul structurii, propus de vicepreședintele Prezidiului Filialei I. Grosul.La 18 iulie 1950 noua structură a fost aprobată. Pană în 1954 președinte al Prezidiului Filialei a fost numit mem. cor. P. Baranov, substituit ulterior în această funcție de către istoricul Iachim Grosul.
În 1950 Filiala Moldovenească a AȘ a URSS era constituită din Institutul de Istorie, Limbă și Literatură cu trei sectoare, Institutul de Pomicultură, Viticultură și Vinificație cu șapte sectoare, Grădina Botanică, 11 secții și laboratoare autonome, inclusiv de pedologie, fitopatologie generală, mecanizare și electrificare a agriculturii, zoologie, microbiologie, geochimie, chimie analitică, economie etc. Pe parcursul anilor 1950 s-au dezvoltat direcții științifice noi: fizica corpului solid, fizica semiconductorilor, chimia substanțelor naturale, biologia, biofizica, fiziologia plantelor, animalelor și omului, energetica, automatica etc.
În anul 1950 au fost fondate Institutul de Pomicultură, Viticultură și Vinificație, precum și Grădina Botanică. În 1953 este creat Institutul de Pedologie, Agrochimie și Ameliorare; în 1954 a fost fondată o stațiune de seismologie. În 1957 este fondat Institutul de Biologie, Institutul de Geologie și Materiale de Construcții, reorganizat peste un an în Institutul de Geologie și Minerale Utile. În baza Institutului de Istorie, Limbă și Literatură, în anul 1958 au fost create Institutul de Istorie și Institutul de Limbă și Literatură.În anul 1959 au fost fondate Institutul Moldovenesc de Cercetări Științifice în domeniul Industriei Alimentare, Editura „Știința” și Institutul Moldovenesc de Cercetări Științifice în domeniul Tuberculozei, precum și Institutul de Chimie, Secția de fizică a corpului solid. În 1960 sunt create Institutul de Cercetări Științifice în Oncologie, Institutul de Economie, Institutul de Zoologie și Secția de genetică a plantelor.

## Membri
vezi Listă de academicieni moldoveni

## Președinți
- Iachim Grosul (1961-1976)
- Alexandru Jucenco (1977-1989)
- Andrei Andrieș (1989-2004)
- Gheorghe Duca (2004-2018)
- Ion Tighineanu (2019 - prezent)